# Preámbulo de la Constitución de los Estados Unidos

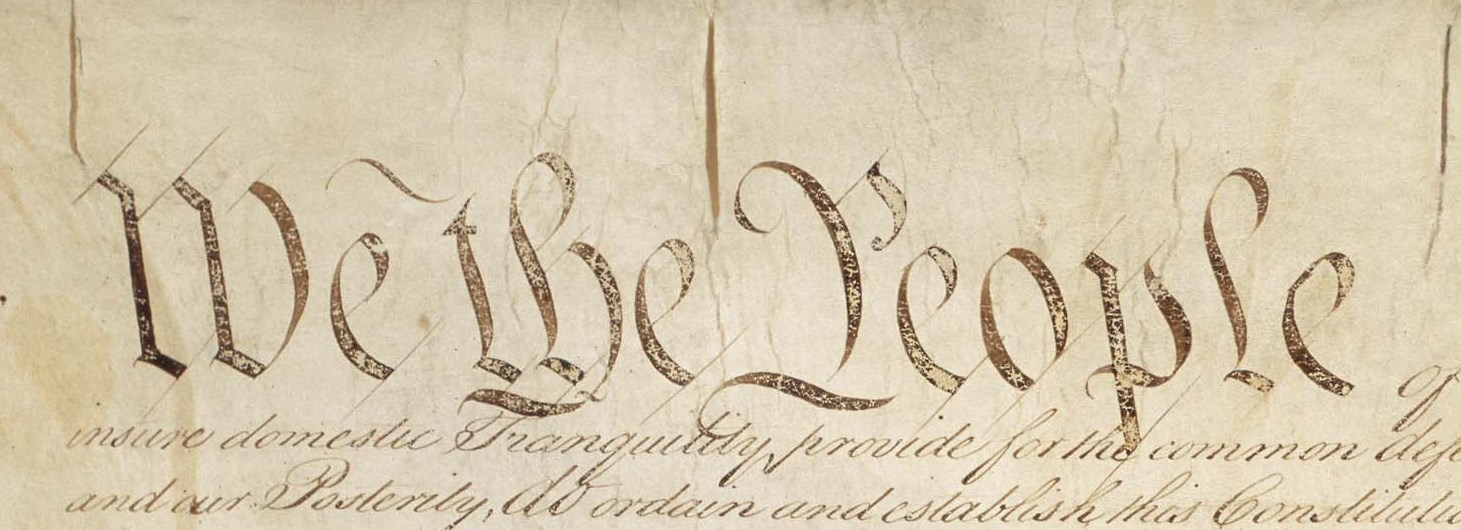
Detalle de la copia manuscrita oficial del Preámbulo, engrosada por Jacob Shallus.

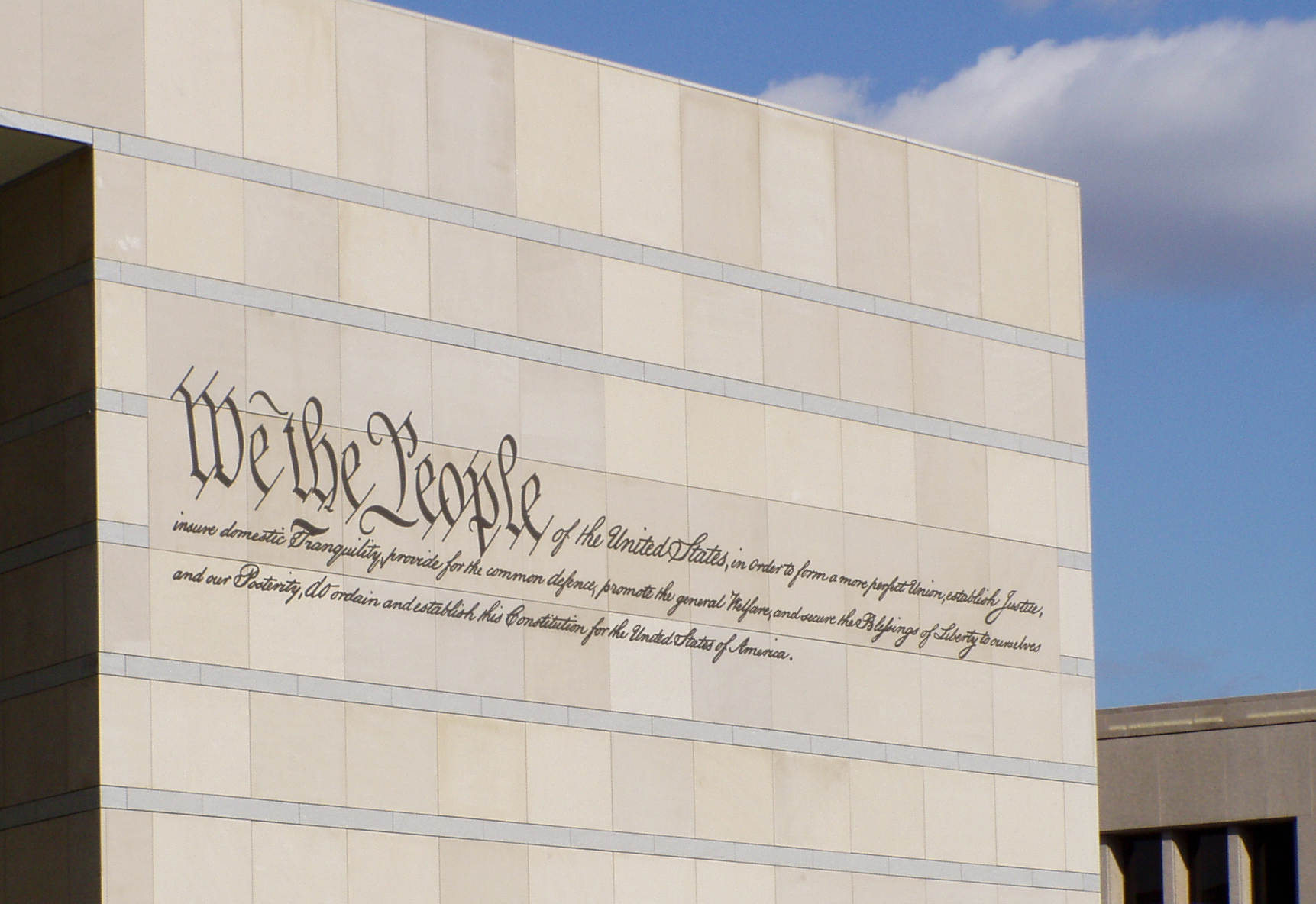
Preámbulo de la Constitución inscrito en el exterior del National Constitution Center.

El Preámbulo de la Constitución de los Estados Unidos es una breve declaración introductoria de principios declarativos e introductivos fundamentales de la Constitución estadounidense. Establece unos términos y objetivos generales que los tribunales utilizan como referencia fiel de las intenciones de los llamados Padres Fundadores sobre el sentido de la Constitución y de lo que esperaban que esta debía conseguir.

## Texto en inglés y español
We the People of the United States, in Order to form a more perfect Union, establish Justice, insure domestic Tranquility, provide for the common defence, promote the general Welfare, and secure the Blessings of Liberty to ourselves and our Posterity, do ordain and establish this Constitution for the United States of America
Nosotros, el pueblo de los Estados Unidos, a fin de formar una Unión más perfecta, establecer la justicia, garantizar la tranquilidad nacional, atender a  la defensa común, fomentar el bienestar general y asegurar los beneficios de la libertad para nosotros mismos y para nuestra posteridad, por la presente promulgamos y establecemos esta Constitución para los Estados Unidos de América.

## Análisis
Técnicamente, el preámbulo de la Constitución de los Estados Unidos no da poderes a entidades dentro del gobierno federal, sin embargo, la Corte Suprema ha citado del preámbulo en consideración a la historia, intento y sentido de varias cláusulas que lo sigue en la Constitución. Como Joseph Story dijo en sus Comentarios: «Su oficio verdadero es exponer la naturaleza y extensión y aplicación de las [palabras perdidas] que están conferidas por la Constitución, y no crearlas».
La frase «NOSOTROS, EL PUEBLO» es de importancia singular por cuanto estipula que el poder y autoridad del gobierno federal de los Estados Unidos de América no proviene de los varios estados o el pueblo de los varios estados, sino de una entidad que está identificada como el Pueblo de los Estados Unidos de América, con la Constitución sirviendo como un compacto o contrato entre el Pueblo de los Estados Unidos de América, los varios estados, y la nueva entidad: el gobierno federal de los Estados Unidos de América. La importancia de este lenguaje reside en la idea de que el gobierno no derive su poder solamente de los varios estados.
Este se convirtió en un mayor tema de contención durante el Crisis de Anulación y durante la Guerra de Secesión.